# Hymenophyllum fusugasugense
Espèce
Hymenophyllum fusugasugense est une fougère de la famille des Hyménophyllacées.

## Description
Cette espèce a les caractéristiques suivantes :
- son rhizome est long et filiforme ;
- les frondes, pendantes, d'une vingtaine à une quarantaine de centimètres de long pour cinq à six centimètres de large, ont un pétiole de deux à neuf centimètres de long ;
- le limbe divisé une fois ;
- les segments, oblongs et assez profondément lobés - 4 à 8 paires par segment -, dépassant souvent 25 paires, ont de 1,5 à 3,5 cm de long sur 5 à 10 mm de large ; ils sont parcourus axialement par de nombreuses veines ailées sur les deux faces du limbe : il s'agit de la caractéristique principale différenciant cette espèce de Hymenophyllum tomentosum avec l'aspect plus compact des frondes (en particulier de la partie terminale) ;
- la plante est abondamment couverte de poils en étoile très caractéristiques du sous-genre Sphaerocionium ;
- Les sores, solitaires, sont portés par l'extrémité d'un segment ou d'un lobe, majoritairement à la partie terminale du limbe ;
- l'indusie est formée de deux lèvres aussi larges que longues et couvrant intégralement les grappes de sporanges.

## Distribution
Cette espèce est présente en Amérique du Sud, principalement en Colombie.
Elle est principalement épiphyte des troncs d'arbres de forêts pluviales.

## Historique
Cette fougère collectée par Gustav Hermann Karsten en Colombie près de Bogota, à Fusugasuga, est décrite en 1859 comme une espèce nouvelle par Johann Wilhelm Sturm sous le nom de Hymenophyllum fusugasugense.
Gustav Hermann Karsten lui-même remarque la proximité avec Hymenophyllum tomentosum mais il estime les différences suffisamment importantes - il s'agit de la position des nervures et de leur caractère ailé - pour conclure à deux espèces différentes.
Près d'un siècle plus tard, Hymenophyllum fusugasugense va être reclassée par Conrad Vernon Morton comme variété de Hymenophyllum tomentosum : Hymenophyllum tomentosum var fusugasugense (H.Karst. ex J.W.Sturm) C.V.Morton.
Mais entretemps, Conrad Vernon Morton avait décrit, en 1947, une variété de Hymenophyllum fusugasugense H.Karst. ex J.W.Sturm : Hymenophyllum fusugasugense var. aberrans C.V.Morton, qui se révèle finalement être identique à Hymenophyllum tomentosum.
En 1974, Conrad Vernon Morton la place (en tant que synonyme de Hymenophyllum tomentosum) dans la sous-section Plumosa de la section Sphaerocionium du sous-genre Sphaerocionium du genre Hymenophyllum.
Enfin, en 2006, Atsushi Ebihara, Jean-Yves Dubuisson, Kunio Iwatsuki, Sabine Hennequin et Motomi Ito confirment le classement d'origine dans le genre Hymenophyllum et en font une espèce représentative du sous-genre Sphaerocionium. Par ailleurs, ils ne maintiennent pas la synonymie avec Hymenophyllum tomentosum qui devient une autre espèce représentative du sous-genre.

## Position taxinomique
Hymenophyllum fusugasugense appartient au sous-genre Sphaerocionium.
Elle compte donc un seul synonyme lié aux reclassements de la famille des Hymenophyllacées :
- Hymenophyllum tomentosum var. fusugasugense (H.Karst. ex J.W.Sturm) C.V.Morton (1953)

Un autre synonyme est signalé par Roelof Benjamin van den Bosch (et repris par Carl Christensen
- Hymenophyllum asterothrix Kunze (échantillon simplement nommé ainsi par Gustav Kunze).